# برابنت (ویرجینیای غربی)
برابنت (به انگلیسی: Brabant) یک منطقهٔ مسکونی در ایالات متحده آمریکا است که در شهرستان وین، ویرجینیای غربی واقع شده‌است.